# 良田镇 (银川市)
良田镇，位于原兴源乡，是中华人民共和国宁夏回族自治区銀川市金凤区下辖的一个乡镇级行政单位。

## 行政区划
良田镇下辖以下地区：
林场社区、园子村、金星村、兴源村、光明村、泾龙村、园林村和植物园村。